# 全世界仏教サミット
全世界仏教サミット（ぜんせかいぶっきょうサミット、英:the world buddhist summit）は、世界五大陸51か国（2019年時点）の仏教指導者が集い、21世紀の仏教の発展や世界の平和などを目指して、数年に一度開催する会議である。
初代会長は宗教法人念佛宗三寶山無量壽寺の開祖・久世圓心定、第2代会長はモンゴルのガンダン寺管長ハンバラマ・D・チョイジャムツ。この会議は、インドのコルカタに本部を置く仏教団体インド大菩提会（1891年設立）が提唱し、日本からは唯一、同会議のメンバーである仏教宗派「念佛宗三寶山無量壽寺」が運営およびスポンサーとして協力している。
『週刊朝日』（1998年発行）は、念佛宗無量壽寺はダライ・ラマ14世に2億円の布施をしたという話もあると報道した。

## 開催地
- 第1回 - 日本（1998年）[4]
- 第2回 - タイ（2000年）[5]
- 第3回 - カンボジア（2002年）[5]
- 第4回 - タイ（2005年）[5]
  - 中止（念佛宗撤退後、軍事政権により独自開催） - ミャンマー（2004年） 第4回開催予定であったが、軍事政権が民主化に逆行しているとして参加予定国の欠席が続出したため（念佛宗 タカヤマカズオ談）念佛宗は撤退し、「第4回」はこの会議に使用されなかった[6][7][8]。
- 第5回 - 日本（2008年）[9][10]
  - カンボジアの前国王ノロドム・シアヌークやスリランカの首相はじめ、さまざまな国の僧侶も出席。参列者はおよそ1万人（主催者側説明）。兵庫県加東市の念佛宗三寶山無量壽寺総本山「佛教之王堂」で開催。佛教之王堂に隣接する地への「ナーランダ僧院」[11]の建設計画が発表された。
- 第6回 - 日本（2014年）[12]
  - カンボジアの国王ノロドム・シハモニを主賓として、王女ノロドム・ボパ・デヴィ、ノロドム・アルンラズメイを始めとするカンボジア王国 王室随行団、41か国の僧侶・王室・国際連合・国家指導者[12]・文化人・22か国の駐日特命全権大使[13]が出席。第5回と同じく佛教之王堂にて開催。会議では、各国の仏教の現状についての発表、討議が行われ、共同宣言[14]が採択された。また、世界平和と仏教興隆を祈願して、各宗派による読経がなされた[15]。
  - 共同宣言では、世界の仏教徒の結束を図るため、毎年4月8日を「仏教の日」と制定し、世界共通の祈りの日とすることが決議された。[14][16]
- 第7回 - スリランカ（2017年）[17]
  - スリランカ首相官邸に隣接した大会議場にて開催。スリランカの大統領マイトリパーラ・シリセーナを主賓として、首相ラニル・ウィクラマシンハなどの政府関係者、スリランカの仏教三宗四派の管長、47か国の僧侶、王室・国際団体・国家指導者・文化人が出席。カンボジア国王ノロドム・シハモニ、ブータン王女アシ・デチェン・ワンチュク、ラオス大統領ブンニャン・ウォーラチット等の祝辞が披露された。会議では、「世界平和のための仏教」をテーマに討議が交わされた。共同宣言では、全世界の仏教徒の強固な結束、全世界への仏教興隆、「仏教の日」推進などを要旨とする内容が発表された。[18]